# Liste der Nummer-eins-Hits in Finnland (1981)
Dies ist eine Liste der Nummer-eins-Hits in Finnland im Jahr 1981. Sie basiert auf den offiziellen Single Top und den Album Top, die im Auftrag von Musiikkituottajat, der finnischen Landesgruppe der IFPI, erstellt werden.

## Singles
| | Liste der Nummer-eins-Hits in Finnland | Liste der Nummer-eins-Hits in Finnland | Liste der Nummer-eins-Hits in Finnland                | 1982 →                    |
| \| Zeitraum \| Wo. ges. \| Interpret \| Titel Autor(en) \| Zusätzliche Informationen \| \| (Zeitraum, Wochen auf Platz eins, Interpret, Titel, Autor[en], zusätzliche Informationen) \| \| \| \| \| \| ----------------------------------------------------------------------------------------- \| -------- \| ---------------- \| ----------------------------------------------------- \| ------------------------- \| \| November 1980 – Februar 1981 4 Monate \| 4 \| Barbra Streisand \| Woman in Love Barry Alan Gibb, Robin Hugh Gibb \| – \| \| März 1981 1 Monat \| 1 \| Stray Cats \| Runaway Boys Dave Edmunds \| – \| \| April 1981 – Mai 1981 2 Monate \| 2 \| Riki Sorsa \| Reggae OK \| – \| \| Juni 1981 – Juli 1981 2 Monate \| 2 \| Kim Wilde \| Kids in America Ricky Wilde \| – \| \| August 1981 1 Monat \| 1 \| Stars on 45 \| Stars on 45 Jacobus Eggermont, Martinus Duiser \| – \| \| September 1981 1 Monat \| 1 \| Stars on 45 \| Stars on 45 Vol. 2 Jacobus Eggermont, Martinus Duiser \| – \| \| Oktober 1981 1 Monat \| 1 \| Stars on 45 \| Stars on 45 Vol. 3 Jacobus Eggermont, Martinus Duiser \| – \| \| November 1981 1 Monat \| 1 \| Aneka \| Japanese Boy Bobbie Heatlie, Neil Ross \| – \| \| Dezember 1981 – Januar 1982 2 Monate \| 2 \| Electronica’s \| Dance Little Bird Werner Thomas \| – \| |                                        |                                        |                                                       |                           |
| |                                        |                                        |                                                       | → 1982 →                  |
| Zeitraum | Wo. ges.                               | Interpret                              | Titel Autor(en)                                       | Zusätzliche Informationen |
| (Zeitraum, Wochen auf Platz eins, Interpret, Titel, Autor[en], zusätzliche Informationen) |                                        |                                        |                                                       |                           |
| November 1980 – Februar 1981 4 Monate | 4                                      | Barbra Streisand                       | Woman in Love Barry Alan Gibb, Robin Hugh Gibb        | –                         |
| März 1981 1 Monat | 1                                      | Stray Cats                             | Runaway Boys Dave Edmunds                             | –                         |
| April 1981 – Mai 1981 2 Monate | 2                                      | Riki Sorsa                             | Reggae OK                                             | –                         |
| Juni 1981 – Juli 1981 2 Monate | 2                                      | Kim Wilde                              | Kids in America Ricky Wilde                           | –                         |
| August 1981 1 Monat | 1                                      | Stars on 45                            | Stars on 45 Jacobus Eggermont, Martinus Duiser        | –                         |
| September 1981 1 Monat | 1                                      | Stars on 45                            | Stars on 45 Vol. 2 Jacobus Eggermont, Martinus Duiser | –                         |
| Oktober 1981 1 Monat | 1                                      | Stars on 45                            | Stars on 45 Vol. 3 Jacobus Eggermont, Martinus Duiser | –                         |
| November 1981 1 Monat | 1                                      | Aneka                                  | Japanese Boy Bobbie Heatlie, Neil Ross                | –                         |
| Dezember 1981 – Januar 1982 2 Monate | 2                                      | Electronica’s                          | Dance Little Bird Werner Thomas                       | –                         |

## Alben
| | Liste der Nummer-eins-Hits in Finnland | Liste der Nummer-eins-Hits in Finnland | Liste der Nummer-eins-Hits in Finnland | 1982 →                    |
| \| Zeitraum \| Wo. ges. \| Interpret \| Titel \| Zusätzliche Informationen \| \| (Zeitraum, Wochen auf Platz eins, Interpret, Titel, zusätzliche Informationen) \| \| \| \| \| \| ------------------------------------------------------------------------------ \| -------- \| -------------------------- \| --------------------------- \| ------------------------- \| \| Dezember 1980 – Februar 1981 3 Monate \| 3 \| Barbra Streisand \| Guilty \| – \| \| März 1981 – April 1981 2 Monate \| 2 \| Stray Cats \| Stray Cats \| – \| \| Mai 1981 1 Monat \| 1 \| (Verschiedene Interpreten) \| Reggae Music \| – \| \| Juni 1981 1 Monat \| 1 \| (Verschiedene Interpreten) \| Dance Dance Dance \| – \| \| Juli 1981 1 Monat \| 1 \| Rainbow \| Difficult to Cure \| – \| \| August 1981 1 Monat \| 1 \| Julio Iglesias \| 14 suosituinta \| – \| \| September 1981 1 Monat \| 1 \| (Verschiedene Interpreten) \| The Best of Black Music \| – \| \| Oktober 1981 1 Monat \| 1 \| Francis Goya \| Pohjolan yössä \| – \| \| November 1981 1 Monat \| 1 \| Pelle Miljoona Oy \| Matkalla tuntemattomaan \| – \| \| Dezember 1981 – Februar 1982 3 Monate \| 3 \| Paul Oxley's Unit \| Living in the Western World \| – \| |                                        |                                        |                                        |                           |
| |                                        |                                        |                                        | → 1982 →                  |
| Zeitraum | Wo. ges.                               | Interpret                              | Titel                                  | Zusätzliche Informationen |
| (Zeitraum, Wochen auf Platz eins, Interpret, Titel, zusätzliche Informationen) |                                        |                                        |                                        |                           |
| Dezember 1980 – Februar 1981 3 Monate | 3                                      | Barbra Streisand                       | Guilty                                 | –                         |
| März 1981 – April 1981 2 Monate | 2                                      | Stray Cats                             | Stray Cats                             | –                         |
| Mai 1981 1 Monat | 1                                      | (Verschiedene Interpreten)             | Reggae Music                           | –                         |
| Juni 1981 1 Monat | 1                                      | (Verschiedene Interpreten)             | Dance Dance Dance                      | –                         |
| Juli 1981 1 Monat | 1                                      | Rainbow                                | Difficult to Cure                      | –                         |
| August 1981 1 Monat | 1                                      | Julio Iglesias                         | 14 suosituinta                         | –                         |
| September 1981 1 Monat | 1                                      | (Verschiedene Interpreten)             | The Best of Black Music                | –                         |
| Oktober 1981 1 Monat | 1                                      | Francis Goya                           | Pohjolan yössä                         | –                         |
| November 1981 1 Monat | 1                                      | Pelle Miljoona Oy                      | Matkalla tuntemattomaan                | –                         |
| Dezember 1981 – Februar 1982 3 Monate | 3                                      | Paul Oxley's Unit                      | Living in the Western World            | –                         |

Siehe auch: Nummer-eins-Hits 1981 in  Australien, Belgien, Deutschland, Frankreich, Irland, Italien, Japan, Kanada, Neuseeland, den Niederlanden, Norwegen, Österreich, Schweden, der Schweiz, Spanien, den Vereinigten Staaten und im Vereinigten Königreich.